# Cantonul Malakoff
Cantonul Malakoff este un canton din arondismentul Antony, departamentul Hauts-de-Seine, regiunea Île-de-France, Franța.

## Comune
| Comune   | Populație (1999) | Cod poștal | Cod INSEE |
| -------- | ---------------- | ---------- | --------- |
| Malakoff | 30.909           | 92.240     | 92 046    |